# Spinhoplathemistus kaszabi
Spinhoplathemistus kaszabi là một loài bọ cánh cứng trong họ Cerambycidae.